# 1336
- Wikisource

| Calendário gregoriano                                                        | 1336 MCCCXXXVI                                       |
| Ab urbe condita                                                              | 2089                                                 |
| Calendário arménio                                                           | 785 – 786                                            |
| Calendário bahá'í                                                            | -508 – -507                                          |
| Calendário budista                                                           | 1880                                                 |
| Calendário chinês                                                            | 4032 – 4033 Início a 13 de janeiro (aproximadamente) |
| Calendário copta                                                             | 1052 – 1053                                          |
| Calendário etíope                                                            | 1328 – 1329                                          |
| Calendários hindus - Vikram Samvat - Calendário nacional indiano - Cáli Iuga | 1391 – 1392 1257 – 1258 4436 – 4437                  |
| Calendário Holoceno                                                          | 11336                                                |
| Calendário islâmico                                                          | 736 – 737                                            |
| Calendário judaico                                                           | 5096 – 5097                                          |
| Calendário persa                                                             | 714 – 715                                            |
| Calendário rúnico                                                            | 1586                                                 |
| Calendário solar tailandês                                                   | 1879                                                 |

1336 (MCCCXXXVI, na numeração romana) foi um ano bissexto do século XIV do Calendário Juliano, da Era de Cristo, e as suas letras dominicais foram  G e F (52 semanas), teve início a uma segunda-feira e terminou a uma terça-feira.
| Ano completo                            |
| --------------------------------------- |
| Ano bissexto com início à segunda-feira |

## Eventos
- 6 de Fevereiro - Casamento por procuração do herdeiro do trono português D. Pedro, o Justiceiro, com Constança Manuel.

## Nascimentos
- 23 de Abril - Olivier de Clisson, condestável de França.
- Tamerlão, conquistador turco-mongol (m. 1405).
- Alberto, rei da Suécia (m. 1412).
- Papa Gregório XI (m. 1378).
- Papa Inocêncio VII (m. 1406).

## Mortes
- 4 de Julho - Isabel de Aragão, rainha consorte de Portugal, Rainha Santa Isabel (n. 1271).